# Rhathymini
Tribu
Rhathymini est une tribu d'insectes hyménoptères de la famille des Apidae (l'une des familles d'abeilles).

## Liste des genres
Selon ITIS (31 mai 2019) :
- genre Nanorhathymus Engel, Michener & Rightmyer, 2004
- genre Rhathymus Lepeletier & Serville, 1828

## Publication originale
- Amédée Louis Michel Lepeletier, Histoire naturelle des insectes. Hyménoptères. (œuvre littéraire), Paris, 1841, [lire en ligne].